# Coelho-europeu
O coelho-europeu (nome científico: Oryctolagus cuniculus), também chamado de coelho-bravo ou coelho-ibérico, é uma espécie de coelho nativa da Península Ibérica (incluindo Espanha, Portugal e sudoeste da França), oeste da França e norte dos montes Atlas no noroeste da África. Foi amplamente introduzido em outros lugares, muitas vezes com efeitos devastadores sobre a biodiversidade local. O declínio na sua área nativa devido a mixomatose, calicivírus de coelho, caça excessiva e perda de habitat causou o declínio do lince-ibérico (Lynx pardinus) e da águia-imperial-ibérica (Aquila adalberti). É conhecida como espécie invasora porque foi introduzida em países de todos os continentes, com exceção da Antártica, e causou muitos problemas no meio ambiente e nos ecossistemas; em particular, os coelhos europeus na Austrália tiveram impacto devastador, em parte devido à falta de predadores naturais lá. É bem conhecido por cavar redes de tocas, onde passa a maior parte do tempo quando não está se alimentando. Ao contrário das lebres aparentadas (Lepus spp.), os coelhos são altriciais, os filhotes nascem cegos e sem pelos, num ninho forrado de peles na coelheira, e são totalmente dependentes de suas mães.

## Taxonomia
Originalmente atribuído ao gênero Lepus, o coelho-europeu foi atribuído ao seu próprio gênero em 1874 por causa de seus filhotes altriciais, seus hábitos escavadores e numerosos caracteres esqueléticos. É superficialmente semelhante aos coelhos norte-americanos (Sylvilagus) em que nascem cegos e nus, têm carne branca e pouco dimorfismo sexual. No entanto, diferem nas características do crânio, e os coelhos não constroem habitualmente suas próprias tocas como o coelho-europeu faz. Estudos moleculares confirmam que a semelhança entre eles se deve à evolução convergente, e que os parentes mais próximos do coelho-europeu são o coelho-asiático (Caprolagus hispidus), Bunolagus monticularis e o coelho-de-amami (Pentalagus furnessi). Os fósseis conhecidos mais antigos atribuídos às espécies modernas de coelhos-europeus têm cerca de 0,5 Ma (Pleistoceno Médio). O cladograma é de Matthee et al., 2004, baseado na análise de genes nucleares e mitocondriais.
|  | Nesolagus                                               |
|  |                                                         |
|  | \| \| Poelagus \| \| \| \| \| \| Pronolagus \| \| \| \| |
|  |                                                         |
|  | Poelagus                                                |
|  |                                                         |
|  | Pronolagus                                              |
|  |                                                         |

|  | Poelagus   |
|  |            |
|  | Pronolagus |
|  |            |

|  | Sylvilagus  |
|  |             |
|  | Brachylagus |
|  |             |

|  | Caprolagus  |
|  |             |
|  | Oryctolagus |
|  |             |

|  | Bunolagus  |
|  |            |
|  | Pentalagus |
|  |            |

|  | Caprolagus  |
|  |             |
|  | Oryctolagus |
|  |             |

|  | Bunolagus  |
|  |            |
|  | Pentalagus |
|  |            |

|  | Sylvilagus  |
|  |             |
|  | Brachylagus |
|  |             |

|  | Caprolagus  |
|  |             |
|  | Oryctolagus |
|  |             |

|  | Bunolagus  |
|  |            |
|  | Pentalagus |
|  |            |

|  | Caprolagus  |
|  |             |
|  | Oryctolagus |
|  |             |

|  | Bunolagus  |
|  |            |
|  | Pentalagus |
|  |            |

|  | Sylvilagus  |
|  |             |
|  | Brachylagus |
|  |             |

|  | Caprolagus  |
|  |             |
|  | Oryctolagus |
|  |             |

|  | Bunolagus  |
|  |            |
|  | Pentalagus |
|  |            |

|  | Caprolagus  |
|  |             |
|  | Oryctolagus |
|  |             |

|  | Bunolagus  |
|  |            |
|  | Pentalagus |
|  |            |

|  | Sylvilagus  |
|  |             |
|  | Brachylagus |
|  |             |

|  | Caprolagus  |
|  |             |
|  | Oryctolagus |
|  |             |

|  | Bunolagus  |
|  |            |
|  | Pentalagus |
|  |            |

|  | Caprolagus  |
|  |             |
|  | Oryctolagus |
|  |             |

|  | Bunolagus  |
|  |            |
|  | Pentalagus |
|  |            |

|  | Sylvilagus  |
|  |             |
|  | Brachylagus |
|  |             |

|  | Caprolagus  |
|  |             |
|  | Oryctolagus |
|  |             |

|  | Bunolagus  |
|  |            |
|  | Pentalagus |
|  |            |

|  | Caprolagus  |
|  |             |
|  | Oryctolagus |
|  |             |

|  | Bunolagus  |
|  |            |
|  | Pentalagus |
|  |            |

|  | Sylvilagus  |
|  |             |
|  | Brachylagus |
|  |             |

|  | Caprolagus  |
|  |             |
|  | Oryctolagus |
|  |             |

|  | Bunolagus  |
|  |            |
|  | Pentalagus |
|  |            |

|  | Caprolagus  |
|  |             |
|  | Oryctolagus |
|  |             |

|  | Bunolagus  |
|  |            |
|  | Pentalagus |
|  |            |

|  | Sylvilagus  |
|  |             |
|  | Brachylagus |
|  |             |

|  | Caprolagus  |
|  |             |
|  | Oryctolagus |
|  |             |

|  | Bunolagus  |
|  |            |
|  | Pentalagus |
|  |            |

|  | Caprolagus  |
|  |             |
|  | Oryctolagus |
|  |             |

|  | Bunolagus  |
|  |            |
|  | Pentalagus |
|  |            |

|  | Sylvilagus  |
|  |             |
|  | Brachylagus |
|  |             |

|  | Caprolagus  |
|  |             |
|  | Oryctolagus |
|  |             |

|  | Bunolagus  |
|  |            |
|  | Pentalagus |
|  |            |

|  | Caprolagus  |
|  |             |
|  | Oryctolagus |
|  |             |

|  | Bunolagus  |
|  |            |
|  | Pentalagus |
|  |            |

|  | Sylvilagus  |
|  |             |
|  | Brachylagus |
|  |             |

|  | Caprolagus  |
|  |             |
|  | Oryctolagus |
|  |             |

|  | Bunolagus  |
|  |            |
|  | Pentalagus |
|  |            |

|  | Caprolagus  |
|  |             |
|  | Oryctolagus |
|  |             |

|  | Bunolagus  |
|  |            |
|  | Pentalagus |
|  |            |

|  | Sylvilagus  |
|  |             |
|  | Brachylagus |
|  |             |

|  | Caprolagus  |
|  |             |
|  | Oryctolagus |
|  |             |

|  | Bunolagus  |
|  |            |
|  | Pentalagus |
|  |            |

|  | Caprolagus  |
|  |             |
|  | Oryctolagus |
|  |             |

|  | Bunolagus  |
|  |            |
|  | Pentalagus |
|  |            |

|  | Sylvilagus  |
|  |             |
|  | Brachylagus |
|  |             |

|  | Caprolagus  |
|  |             |
|  | Oryctolagus |
|  |             |

|  | Bunolagus  |
|  |            |
|  | Pentalagus |
|  |            |

|  | Caprolagus  |
|  |             |
|  | Oryctolagus |
|  |             |

|  | Bunolagus  |
|  |            |
|  | Pentalagus |
|  |            |

|  | Sylvilagus  |
|  |             |
|  | Brachylagus |
|  |             |

|  | Caprolagus  |
|  |             |
|  | Oryctolagus |
|  |             |

|  | Bunolagus  |
|  |            |
|  | Pentalagus |
|  |            |

|  | Caprolagus  |
|  |             |
|  | Oryctolagus |
|  |             |

|  | Bunolagus  |
|  |            |
|  | Pentalagus |
|  |            |

|  | Sylvilagus  |
|  |             |
|  | Brachylagus |
|  |             |

|  | Caprolagus  |
|  |             |
|  | Oryctolagus |
|  |             |

|  | Bunolagus  |
|  |            |
|  | Pentalagus |
|  |            |

|  | Caprolagus  |
|  |             |
|  | Oryctolagus |
|  |             |

|  | Bunolagus  |
|  |            |
|  | Pentalagus |
|  |            |

|  | Sylvilagus  |
|  |             |
|  | Brachylagus |
|  |             |

|  | Caprolagus  |
|  |             |
|  | Oryctolagus |
|  |             |

|  | Bunolagus  |
|  |            |
|  | Pentalagus |
|  |            |

|  | Caprolagus  |
|  |             |
|  | Oryctolagus |
|  |             |

|  | Bunolagus  |
|  |            |
|  | Pentalagus |
|  |            |

|  | Sylvilagus  |
|  |             |
|  | Brachylagus |
|  |             |

|  | Caprolagus  |
|  |             |
|  | Oryctolagus |
|  |             |

|  | Bunolagus  |
|  |            |
|  | Pentalagus |
|  |            |

|  | Caprolagus  |
|  |             |
|  | Oryctolagus |
|  |             |

|  | Bunolagus  |
|  |            |
|  | Pentalagus |
|  |            |

|  | Sylvilagus  |
|  |             |
|  | Brachylagus |
|  |             |

|  | Caprolagus  |
|  |             |
|  | Oryctolagus |
|  |             |

|  | Bunolagus  |
|  |            |
|  | Pentalagus |
|  |            |

|  | Caprolagus  |
|  |             |
|  | Oryctolagus |
|  |             |

|  | Bunolagus  |
|  |            |
|  | Pentalagus |
|  |            |

|  | Nesolagus                                               |
|  |                                                         |
|  | \| \| Poelagus \| \| \| \| \| \| Pronolagus \| \| \| \| |
|  |                                                         |
|  | Poelagus                                                |
|  |                                                         |
|  | Pronolagus                                              |
|  |                                                         |

|  | Poelagus   |
|  |            |
|  | Pronolagus |
|  |            |

|  | Sylvilagus  |
|  |             |
|  | Brachylagus |
|  |             |

|  | Caprolagus  |
|  |             |
|  | Oryctolagus |
|  |             |

|  | Bunolagus  |
|  |            |
|  | Pentalagus |
|  |            |

|  | Caprolagus  |
|  |             |
|  | Oryctolagus |
|  |             |

|  | Bunolagus  |
|  |            |
|  | Pentalagus |
|  |            |

|  | Sylvilagus  |
|  |             |
|  | Brachylagus |
|  |             |

|  | Caprolagus  |
|  |             |
|  | Oryctolagus |
|  |             |

|  | Bunolagus  |
|  |            |
|  | Pentalagus |
|  |            |

|  | Caprolagus  |
|  |             |
|  | Oryctolagus |
|  |             |

|  | Bunolagus  |
|  |            |
|  | Pentalagus |
|  |            |

|  | Sylvilagus  |
|  |             |
|  | Brachylagus |
|  |             |

|  | Caprolagus  |
|  |             |
|  | Oryctolagus |
|  |             |

|  | Bunolagus  |
|  |            |
|  | Pentalagus |
|  |            |

|  | Caprolagus  |
|  |             |
|  | Oryctolagus |
|  |             |

|  | Bunolagus  |
|  |            |
|  | Pentalagus |
|  |            |

|  | Sylvilagus  |
|  |             |
|  | Brachylagus |
|  |             |

|  | Caprolagus  |
|  |             |
|  | Oryctolagus |
|  |             |

|  | Bunolagus  |
|  |            |
|  | Pentalagus |
|  |            |

|  | Caprolagus  |
|  |             |
|  | Oryctolagus |
|  |             |

|  | Bunolagus  |
|  |            |
|  | Pentalagus |
|  |            |

|  | Sylvilagus  |
|  |             |
|  | Brachylagus |
|  |             |

|  | Caprolagus  |
|  |             |
|  | Oryctolagus |
|  |             |

|  | Bunolagus  |
|  |            |
|  | Pentalagus |
|  |            |

|  | Caprolagus  |
|  |             |
|  | Oryctolagus |
|  |             |

|  | Bunolagus  |
|  |            |
|  | Pentalagus |
|  |            |

|  | Sylvilagus  |
|  |             |
|  | Brachylagus |
|  |             |

|  | Caprolagus  |
|  |             |
|  | Oryctolagus |
|  |             |

|  | Bunolagus  |
|  |            |
|  | Pentalagus |
|  |            |

|  | Caprolagus  |
|  |             |
|  | Oryctolagus |
|  |             |

|  | Bunolagus  |
|  |            |
|  | Pentalagus |
|  |            |

|  | Sylvilagus  |
|  |             |
|  | Brachylagus |
|  |             |

|  | Caprolagus  |
|  |             |
|  | Oryctolagus |
|  |             |

|  | Bunolagus  |
|  |            |
|  | Pentalagus |
|  |            |

|  | Caprolagus  |
|  |             |
|  | Oryctolagus |
|  |             |

|  | Bunolagus  |
|  |            |
|  | Pentalagus |
|  |            |

|  | Sylvilagus  |
|  |             |
|  | Brachylagus |
|  |             |

|  | Caprolagus  |
|  |             |
|  | Oryctolagus |
|  |             |

|  | Bunolagus  |
|  |            |
|  | Pentalagus |
|  |            |

|  | Caprolagus  |
|  |             |
|  | Oryctolagus |
|  |             |

|  | Bunolagus  |
|  |            |
|  | Pentalagus |
|  |            |

|  | Sylvilagus  |
|  |             |
|  | Brachylagus |
|  |             |

|  | Caprolagus  |
|  |             |
|  | Oryctolagus |
|  |             |

|  | Bunolagus  |
|  |            |
|  | Pentalagus |
|  |            |

|  | Caprolagus  |
|  |             |
|  | Oryctolagus |
|  |             |

|  | Bunolagus  |
|  |            |
|  | Pentalagus |
|  |            |

|  | Sylvilagus  |
|  |             |
|  | Brachylagus |
|  |             |

|  | Caprolagus  |
|  |             |
|  | Oryctolagus |
|  |             |

|  | Bunolagus  |
|  |            |
|  | Pentalagus |
|  |            |

|  | Caprolagus  |
|  |             |
|  | Oryctolagus |
|  |             |

|  | Bunolagus  |
|  |            |
|  | Pentalagus |
|  |            |

|  | Sylvilagus  |
|  |             |
|  | Brachylagus |
|  |             |

|  | Caprolagus  |
|  |             |
|  | Oryctolagus |
|  |             |

|  | Bunolagus  |
|  |            |
|  | Pentalagus |
|  |            |

|  | Caprolagus  |
|  |             |
|  | Oryctolagus |
|  |             |

|  | Bunolagus  |
|  |            |
|  | Pentalagus |
|  |            |

|  | Sylvilagus  |
|  |             |
|  | Brachylagus |
|  |             |

|  | Caprolagus  |
|  |             |
|  | Oryctolagus |
|  |             |

|  | Bunolagus  |
|  |            |
|  | Pentalagus |
|  |            |

|  | Caprolagus  |
|  |             |
|  | Oryctolagus |
|  |             |

|  | Bunolagus  |
|  |            |
|  | Pentalagus |
|  |            |

|  | Sylvilagus  |
|  |             |
|  | Brachylagus |
|  |             |

|  | Caprolagus  |
|  |             |
|  | Oryctolagus |
|  |             |

|  | Bunolagus  |
|  |            |
|  | Pentalagus |
|  |            |

|  | Caprolagus  |
|  |             |
|  | Oryctolagus |
|  |             |

|  | Bunolagus  |
|  |            |
|  | Pentalagus |
|  |            |

|  | Sylvilagus  |
|  |             |
|  | Brachylagus |
|  |             |

|  | Caprolagus  |
|  |             |
|  | Oryctolagus |
|  |             |

|  | Bunolagus  |
|  |            |
|  | Pentalagus |
|  |            |

|  | Caprolagus  |
|  |             |
|  | Oryctolagus |
|  |             |

|  | Bunolagus  |
|  |            |
|  | Pentalagus |
|  |            |

|  | Sylvilagus  |
|  |             |
|  | Brachylagus |
|  |             |

|  | Caprolagus  |
|  |             |
|  | Oryctolagus |
|  |             |

|  | Bunolagus  |
|  |            |
|  | Pentalagus |
|  |            |

|  | Caprolagus  |
|  |             |
|  | Oryctolagus |
|  |             |

|  | Bunolagus  |
|  |            |
|  | Pentalagus |
|  |            |

|  | Sylvilagus  |
|  |             |
|  | Brachylagus |
|  |             |

|  | Caprolagus  |
|  |             |
|  | Oryctolagus |
|  |             |

|  | Bunolagus  |
|  |            |
|  | Pentalagus |
|  |            |

|  | Caprolagus  |
|  |             |
|  | Oryctolagus |
|  |             |

|  | Bunolagus  |
|  |            |
|  | Pentalagus |
|  |            |

### Subespécies
A partir de 2005, seis subespécies são reconhecidas pelo MSW3. Estudos genéticos realizados em 2008, no entanto, indicam apenas duas subespécies, O. c. algirus e O. c. cuniculus, com uma zona híbrida conectando as duas populações na Península Ibérica.

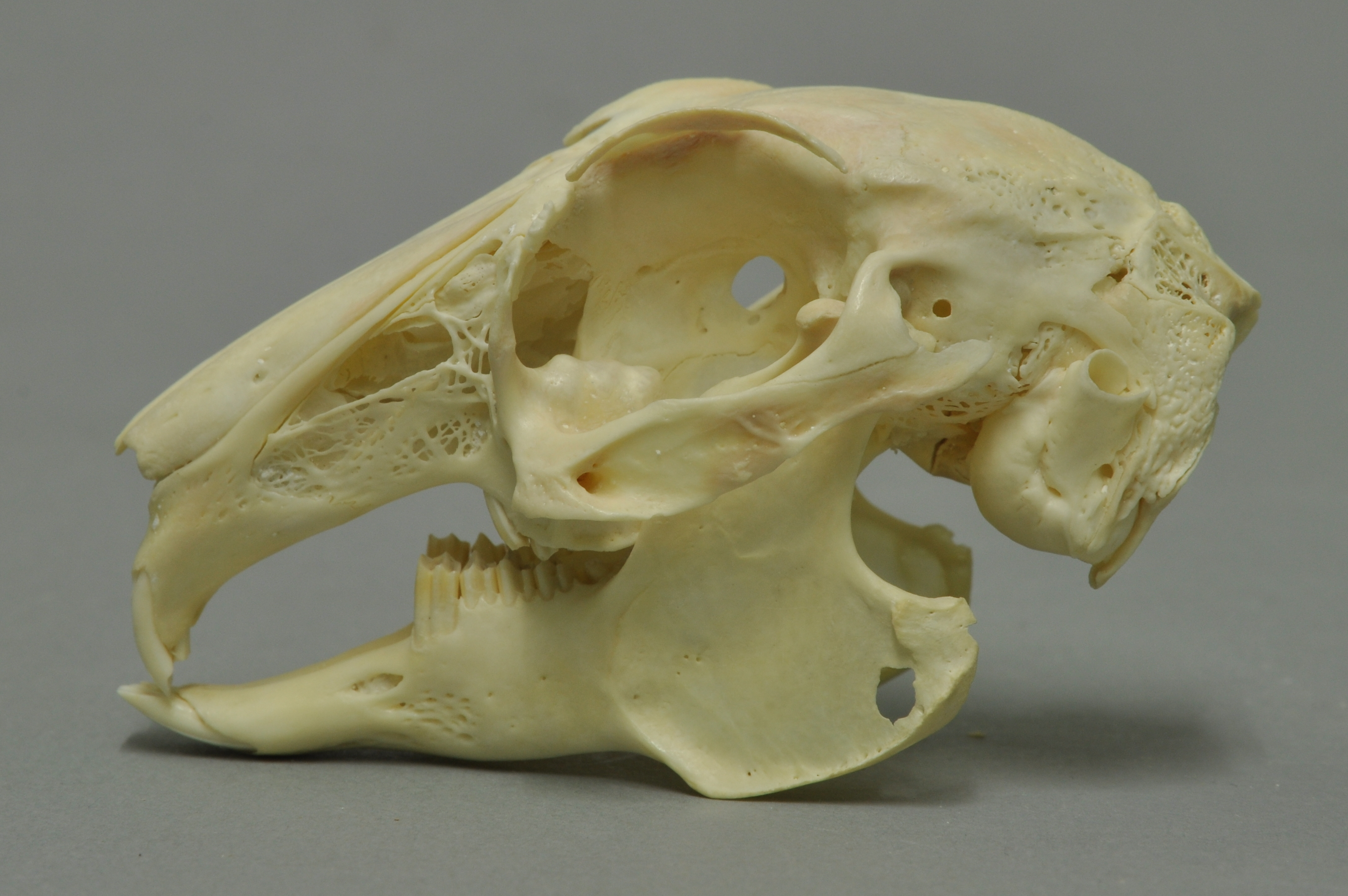
Crânio do coelho-europeu

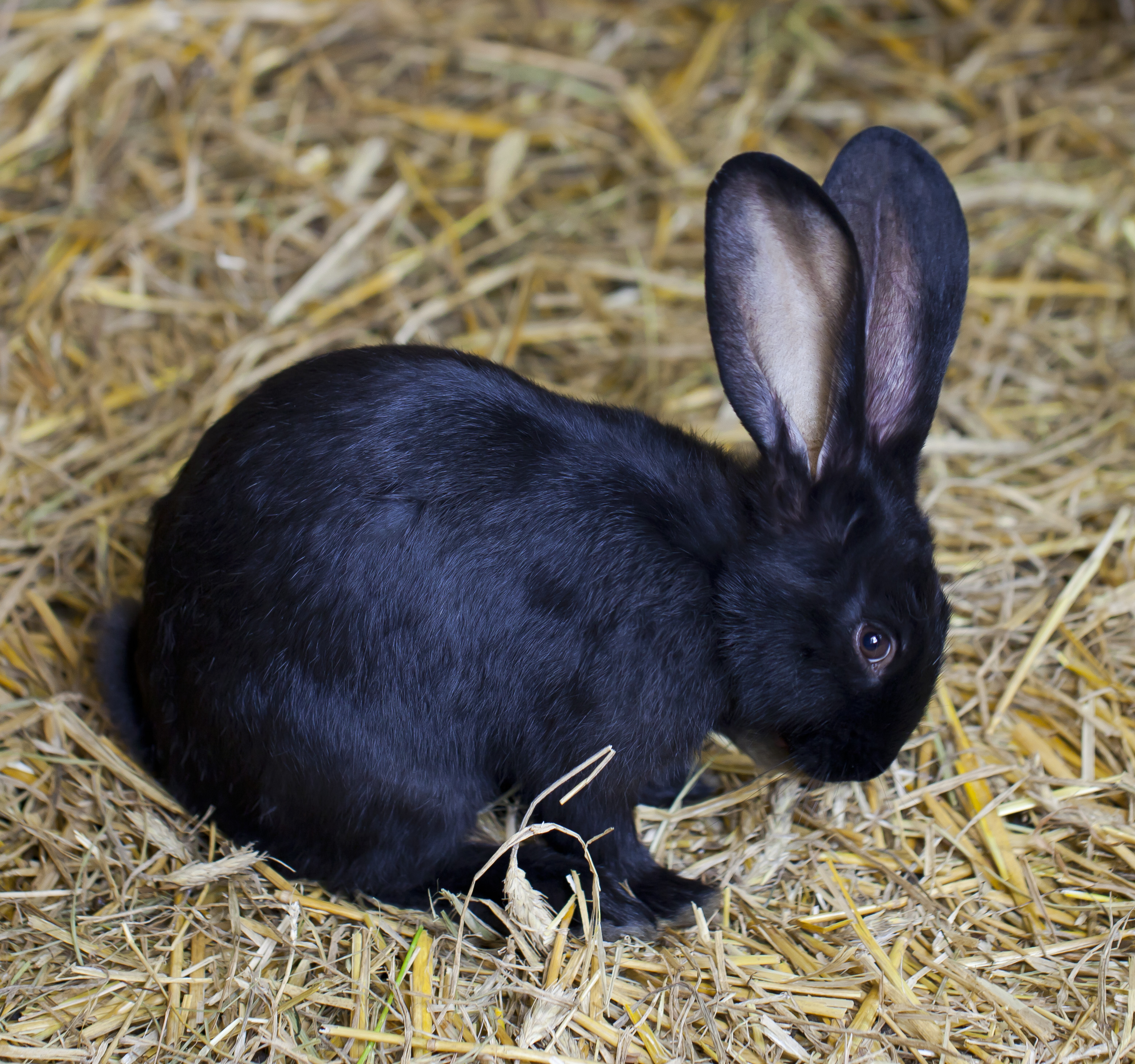
Espécime preto

| Subespécies                         | Autoridade trinomial | Crânio | Descrição | Distribuição | Sinônimos |
| ----------------------------------- | -------------------- | ------ | --- | --- | --- |
| Coelho-comum O. c. cuniculus        | Lineu, 1758          |        | | Nativo da maior parte da Europa, exceto regiões leste, norte e alpinas com queda de neve de longa duração Introduzido na Austrália, Nova Zelândia, Chile, África e várias ilhas do Atlântico e do Pacífico | - fodiens (Gray, 1867) - kreyenbergi (Honigmann, 1913) - vermicula (Gray, 1843) - vernicularis (Thompson, 1837) |
| Coelho-ibérico O. c. algirus        | Loche, 1858          |        | | Nativo de Portugal, sul de Espanha, Norte da África e ilhas Mediterrâneo e Atlântico | |
| Coelho-mediterrâneo O. c. huxleyi   | Haeckel, 1874        |        | Derivado de O. c. cuniculus, seu tamanho varia de grandes indivíduos semelhantes a lebres em Desertas, a formas anãs em Salvages. Os coelhos da Madeira têm ⅓ do peso dos seus homólogos do continente e têm partes superiores mais avermelhadas e superfícies inferiores mais cinzentas. | Introduzido em ilhas quentes do Atlântico, incluindo Madeira (por João Gonçalves Zarco em 1418), Desertas, as Selvagens e os Açores                                                                        | |
| Coelho-cretense O. c. conhecimento  | Bate, 1906           |        | Uma pequena subespécie, semelhante a O. c. huxleyi. | Nativo de Creta | |
| Coelho-de-camargue O. c. braquiotus | Trouessart, 1917     |        | Uma subespécie preta de cabeça pequena com orelhas relativamente curtas. | Nativo das salinas de Camargue, sul de França | |
| Coelho-doméstico O. c. domesticus   | Cabreira, 1923       |        | | Domesticado | |
| Coelho-africano O. c. habetensis    | Cabreira, 1923       |        | | Nativo de Marrocos, Estreito de Gibraltar de Lau, Jebala e Saara Ocidental | oreas (Cabrera, 1923                                                                                            |

## Descrição
O coelho-europeu é menor que a lebre-comum (Lepus europaeus) e a lebre-da-eurásia (Lepus timidus), e não tem pontas pretas nas orelhas, além de ter pernas proporcionalmente mais curtas. Um coelho-europeu adulto pode medir 40 centímetros (16 polegadas) de comprimento e pesar 1 200–2 000 gramas (2,6–4,4 libras). O pé traseiro mede 8,5–10 centímetros (3,3–3,9 polegadas) de comprimento, enquanto as orelhas são 6,5–7,5 centímetros (2,6–3 polegadas) de comprimento do osso occipital. O tamanho e o peso variam de acordo com a comida e a qualidade do habitat, com os coelhos vivendo em solo leve, com nada além de grama para se alimentar, sendo notavelmente menores do que os espécimes que vivem em terras altamente cultivadas com muitas raízes e trevos. Coelhos-europeus puros pesando cinco quilos (11 libras) ou mais são incomuns, mas são relatados ocasionalmente. Um grande espécime, capturado em fevereiro de 1890 em Lichfield, foi pesado em 2,8 quilos (seis libras e duas onças). Ao contrário da lebre-comum, o coelho-europeu apresenta dimorfismo sexual e o macho é mais robusto do que a fêmea. O pênis é curto e não tem báculo e glândulas verdadeiras.
A pele do coelho-europeu é geralmente marrom-acinzentada, mas está sujeita a muitas variações. Os cabelos de guarda são marrons e pretos, ou cinza, enquanto a nuca do pescoço e escroto são avermelhados. A mancha do peito é marrom, enquanto o resto das partes inferiores é branca ou cinza. Uma forma de estrela branca está frequentemente presente na testa dos filhotes, mas raramente ocorre em adultos. Os bigodes são longos e pretos, e os pés são totalmente peludos e de cor amarela. A cauda tem parte inferior branca, que se torna proeminente ao fugir do perigo. Isso pode funcionar como sinal para outros coelhos correrem. Muda ocorre uma vez por ano, começando em março no rosto e se espalhando pelas costas. O subpelo é completamente substituído por outubro-novembro. O coelho-europeu apresenta grande variação de cor, de areia clara a cinza escuro e completamente preta. Tal variação depende em grande parte da quantidade de pelos de guarda em relação à pelagem regular. Melanistas não são incomuns na Europa continental, embora albinos sejam raros.

## Vida social e comportamento

### Comportamentos sociais e territoriais

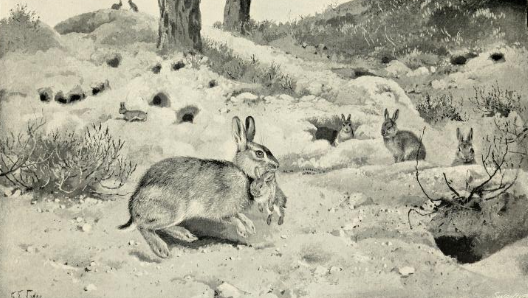
Instinto Materno (circa 1898), G. E. Lodge

Os coelhos-europeus são geralmente noturnos, restringindo sua atividade durante o dia perto da toca ou em áreas de denso arvoredo, de modo a evitar predadores. Assim, preferencialmente os períodos de alimentação e deslocação são feitos durante a noite, uma vez que a sua visão está adaptada à fraca luminosidade. Vivem em tocas que contêm de dois a dez outros indivíduos vivendo em grupos menores para garantir maior sucesso reprodutivo. Territorialidade e agressividade contribuem muito ao processo de maturação dos coelhos e ajudam a garantir a sobrevivência da população. No que diz respeito à competição intraespecífica, o principal fator envolvido é o alimento, estando o coelho-europeu sujeito a elevada taxa de mortalidade. Fêmeas tendem a ser mais territoriais do que machos, embora áreas mais frequentadas pelas fêmeas não sejam defendidas. Os territórios são marcados com montes de esterco. O tamanho da área de vida da espécie varia de acordo com o habitat, alimentação, abrigo, cobertura de predadores e criadouros, embora seja geralmente pequeno, abrangendo cerca de 0,3-0,7 hectare. Exceto em épocas de baixa densidade de coelhos e abundância de alimentos de alta qualidade, os alcances dos machos tendem a ser maiores do que os das fêmeas. O coelho-europeu raramente se afasta de sua toca; ao se alimentar em campos cultivados, normalmente se move apenas 25 metros de distância de sua toca e raramente 50 metros. Pode, no entanto, mover-se até 500 metros após uma mudança abrupta no ambiente, como uma colheita. Esse comportamento pode ser uma adaptação antipredador, pois coelhos em áreas onde os predadores estão sob controle rigoroso podem se mover três vezes mais longe de suas tocas do que aqueles em áreas sem manejo de predadores.
O coelho-europeu é um animal gregário, que vive em grupos sociais estáveis centrados em torno de fêmeas que compartilham o acesso a um ou mais sistemas de tocas. As estruturas sociais tendem a ser mais frouxas em áreas onde a construção de tocas é relativamente fácil. Hierarquias de dominância existem em paralelo tanto para machos quanto para fêmeas. Entre os machos, o estatuto é determinado através do acesso às fêmeas, com machos dominantes gerando a maioria dos descendentes da colônia. O dominante tem acesso prioritário aos melhores locais de nidificação, com a competição por esses locais muitas vezes levando a ferimentos graves ou morte. As fêmeas subordinadas, particularmente em grandes colônias, geralmente recorrem ao uso de pontos de reprodução de entrada única longe da coelheira principal, tornando-se vulneráveis à predação da raposa-vermelha (Vulpes vulpes) ou texugo-europeu (Meles meles).

### Reprodução e desenvolvimento
Os coelhos sinalizam sua prontidão para copular marcando outros animais e objetos inanimados com uma substância odorífera secretada pela glândula do queixo. Embora os coelhos-europeus machos às vezes possam ser amigáveis uns com os outros, brigas ferozes podem ocorrer entre eles durante a estação de reprodução, normalmente de janeiro a agosto. Uma sucessão de ninhadas (geralmente de três a sete filhotes cada) é produzida, mas em áreas superpovoadas, as fêmeas prenhas podem perder todos os seus embriões por reabsorção intrauterina. Pouco antes de dar à luz, a fêmea constrói uma toca separada, geralmente num campo aberto longe da toca principal. Essas tocas de reprodução geralmente têm alguns metros de comprimento e são forradas com grama e musgo, bem como pele arrancada da barriga da fêmea. A toca de reprodução protege os filhotes de machos adultos e predadores.
O período de gestação do coelho-europeu é de 30 dias, com a proporção sexual de filhotes machos para fêmeas tendendo a ser 1:1. Um maior investimento materno sobre a prole masculina pode resultar em maiores pesos ao nascer. Os filhotes nascidos de machos e fêmeas dominantes que desfrutam de melhores áreas de nidificação e alimentação tendem a tornam-se maiores e mais fortes e se tornam mais dominantes do que aqueles nascidos de coelhos subordinados. Não é incomum que os coelhos-europeus acasalem novamente imediatamente após darem à luz, com alguns espécimes tendo sido observados amamentando filhotes anteriores durante a gravidez.
As coelhas-europeias amamentam seus filhotes uma vez por noite, por apenas alguns minutos. Depois que a amamentação está completa, a fêmea sela a entrada da toca com solo e vegetação. Em sua faixa nativa da Península Ibérica e do sul da França, os filhotes têm taxa de crescimento de cinco gramas (0,18 onças) por dia, embora faixas não-nativas podem crescer 10 gramas (0,35 onças) por dia. O peso ao nascer é 30–35 gramas (1,1–1,2 onça) e aumenta para 150–200 gramas (5,3–7,1 onças) em 21–25 dias, durante o período de desmame. Os filhotes nascem cegos, surdos e quase nus. As orelhas não ganham força de movimento até os 10 dias de idade e podem ser erguidas após 13. Os olhos abrem 11 dias após o nascimento. Aos 18 dias, os filhotes começam a sair da toca. A Maturidade sexual é atingida pelos machos aos 4 meses, enquanto as fêmeas podem começar a se reproduzir aos 3-5 meses.

### Comportamento de escavação

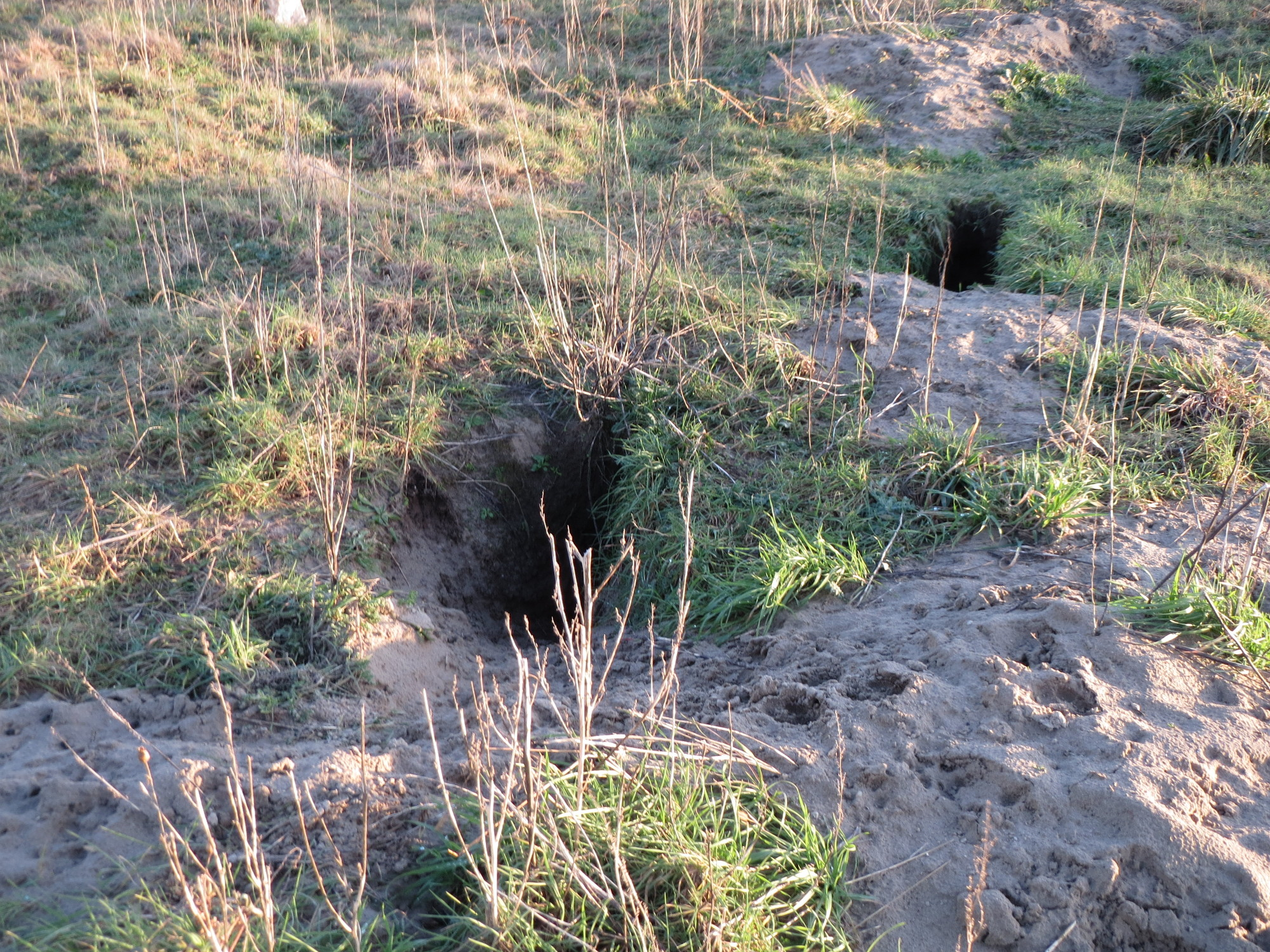
Entradas de tocas

As tocas do coelho-europeu ocorrem principalmente em encostas e margens, onde a drenagem é mais eficiente. As entradas das tocas têm tipicamente 10–50 centímetros de diâmetro, e são facilmente reconhecíveis pela terra nua em suas bocas. O crescimento da vegetação é impedido pela constante passagem e repasse dos coelhos residentes. Grandes tocas são escavações complexas que podem descer a profundidades de vários pés. Não são construídas em nenhum plano específico e parecem ser ampliadas ou melhoradas como resultado da atividade promíscua de várias gerações. A escavação é feita puxando o solo para trás com as patas dianteiras e jogando-a entre as patas traseiras, que espalham o material com movimentos de chute. Enquanto a maioria das tocas são cavadas por fora, algumas tocas apresentam buracos cavados por dentro, que atuam como saídas de emergência ao escapar de predadores abaixo do solo. Esses buracos geralmente descem perpendicularmente a três a quatro pés, e suas bocas não têm a característica de terra nua das entradas das tocas. Enquanto os filhotes dormem em câmaras forradas de grama e peles, os adultos dormem na terra nua, provavelmente para evitar a umidade, com o calor sendo protegido por aconchego. Apesar de ambos os sexos cavarem, o fazem com mais habilidade e por períodos mais longos.

### Comunicação
O coelho-europeu é um animal relativamente quieto, embora tenha pelo menos duas vocalizações. O mais conhecido é um grito ou guincho agudo. Este pedido de socorro foi comparado ao grito de um leitão. Este som é emitido quando está em extrema angústia, como ser pego por um predador ou armadilha. Durante a primavera, os machos expressam contentamento emitindo grunhidos quando se aproximam de outros coelhos. Esses grunhidos são semelhantes a soluços estridentes e são emitidos com a boca fechada. A agressão é expressa com um rosnado baixo.

## Ecologia

### Habitat
O habitat ideal do coelho-europeu consiste em pastagens curtas com refúgio seguro (como tocas, pedregulhos, sebes, arbustos e florestas) perto de áreas de alimentação. Pode habitar até linha de árvores, desde que a terra seja bem drenada e o abrigo esteja disponível. O tamanho e a distribuição de seus sistemas de tocas dependem do tipo de solo presente; em áreas com solo solto, seleciona locais com estruturas de suporte, como raízes de árvores ou arbustos, para evitar o colapso da toca. Coelheiras tendem a ser maiores e têm mais túneis interconectados em áreas com giz do que aqueles em areia. Em grandes plantações de coníferas, a espécie ocorre apenas em áreas periféricas e ao longo de quebra-fogos e passeios.

### Dieta
Como outros leporídeos, o coelho-europeu produz pelotas fecais moles e cobertas de muco, que são ingeridas diretamente do ânus. As pelotas moles são produzidas posteriormente ao cólon no intestino posterior logo após a excreção de pelotas duras e o estômago começa a se encher com alimentos pastosos. Os pelotas macias são preenchidas com bactérias ricas em proteína e passam ao reto em aglomerados brilhantes. O coelho os engole inteiros, sem perfurar a membrana envolvente. O coelho-europeu é herbívoro, não apresentando grande seletividade de escolha, pois adapta-se aos recursos disponíveis, estado de desenvolvimento e valor nutricional das plantas. Sua dieta é composta por grande variedade de gramíneas, plantas lenhosas e herbáceas. A variedade de espécies consumidas é maior na primavera do que nas restantes estações do ano e nas estações frias, a espécie inclui na dieta alimentos como raízes e caules.
Das ervas, especialmente grama, favorecem folhas e rebentos jovens e suculentos das espécies mais nutritivas, particularmente Festuca. Em áreas de cultivo misto, trigo de inverno é preferível a milho e dicotiledôneas. Durante o verão, se alimenta dos pastos de grama mais curtos e, portanto, menos nutritivos, indicando assim que os pastos são selecionados por considerações antipredadores, em vez de maximizar a ingestão de alimentos. Em tempos de escassez, aumenta sua ingestão de alimentos, selecionando partes da planta com maior teor de nitrogênio. Coelhos famintos no inverno podem recorrer a comer súber. Amoras também são comidas, e coelhos-europeus criados em cativeiro têm sido alimentados com forragem consistindo de tojo (Ulex) e bolotas, o que pode levar a um ganho de peso considerável. O coelho-europeu é um comedor menos exigente do que a lebre-comum; ao comer hortaliçass, os come inteiros, enquanto a lebre tende a deixar a casca. Dependendo das reservas de gordura e proteína do corpo, a espécie pode sobreviver sem comida no inverno por cerca de dois a oito dias. Embora herbívoro, são conhecidos casos de coelhos comendo caracóis.

### Predadores

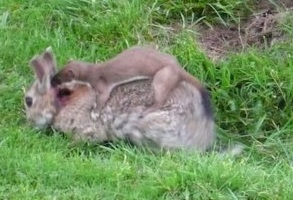
Coelho-europeu sendo predado por um arminho na Nortúmbria, Reino Unido

Como se trata de espécie-chave, o coelho-europeu está em diferentes cadeias alimentares, destacando predadores ibéricos com estatuto de espécie rara ou em perigo de extinção. Raposas-vermelhas (Vulpes vulpes), dingos (Canis lupus dingo), lobos (Canis lupus), linces (Lynx spp.), glutões (Gulo gulo) e cãess (Canis lupus familiaris) matam coelhos adultos e jovens perseguindo-os e surpreendendo-os ao ar livre, mas relativamente poucos coelhos são capturados dessa forma, pois podem correr rapidamente de volta à cobertura com uma explosão de velocidade. Além disso, evidências dum estudo na Espanha sugerem que podem evitar áreas onde fezes recentes de predadores que comeram coelhos são detectados. Raposas-vermelhas e texugos-europeus (Meles meles) removem filhotes de tocas rasas, sendo que esses predadores são muito lentos para pegar coelhos adultos. Gatos-domésticos (Felis silvestris catus) e selvagens podem perseguir e pular em coelhos, particularmente espécimes jovens deixando suas tocas pela primeira vez. Gatos-selvagens pegam coelhos de acordo com a disponibilidade; no leste da Escócia, onde os coelhos são abundantes, podem representar mais de 90% da dieta. A maioria dos gatos-domésticos são incapazes de matar adultos saudáveis e adultos, mas os fracos e doentes. Os coelhos podem ser ferozmente protetores de seus filhotes, tendo sido observado casos nos quais afugentaram grandes felinos e mustelídeos, incluindo furões (Mustela putorius furo), arminhos (Mustela erminea), e doninhas-anãs (Mustela nivalis). No entanto, os coelhos geralmente fogem dos mustelídeos e podem temê-los inatamente. São conhecidos casos de coelhos que ficaram paralisados de medo e morreram quando perseguidos por arminhos ou doninhas, mesmo quando resgatados ilesos.
O coelho-europeu compõe 85% da dieta dos tourões (Mustela putorius), e sua disponibilidade é importante ao sucesso da reprodução da fêmea de visom-americano (Neovison vison). Ratos-marrons (Rattus norvegicus) podem ser uma séria ameaça aos filhotes, pois irão residir em tocas de coelhos durante o verão, e os atacarão em grupos. Embora muitas aves de rapina sejam capazes de matar coelhos, poucos são fortes o suficiente para carregá-los. Espécies grandes, como a águia-real (Aquila chrysaetos) e águia-marinha (Haliaeetus), podem levar coelhos de volta para seus ninhos, enquanto pequenas águias, Buteo e circíneos (Circinae), lutam para fazê-lo. Gaviões e corujas (estrigiformes) normalmente carregam apenas filhotes muito pequenos.

### Doenças e parasitas

Espécime acometido por mixomatose

O coelho-europeu é a única espécie fatalmente atacada por mixomatose. A cepa mais letal tem período de incubação de cinco dias, após o qual as pálpebras incham, com a inflamação se espalhando rapidamente à base das orelhas, testa e nariz. Ao mesmo tempo, as áreas anal e genital também incham. Durante os últimos estágios da doença, os inchaços liberam fluido rico em material viral, com a morte geralmente ocorrendo no 11.º-12.º dia de infecção. A doença hemorrágica do coelho (RHD), também conhecida como doença hemorrágica viral ou doença do calicivírus do coelho na Austrália, é específica ao coelho-europeu e causa lesões de hepatite necrosante aguda, coagulação intravascular disseminada e hemorragia, principalmente nos pulmões. Amostras suscetíveis podem morrer dentro de 30 horas após a infecção. A maioria dos coelhos no Reino Unido são imune a RHD, devido à exposição a uma cepa mais fraca.

## Relação com os seres humanos

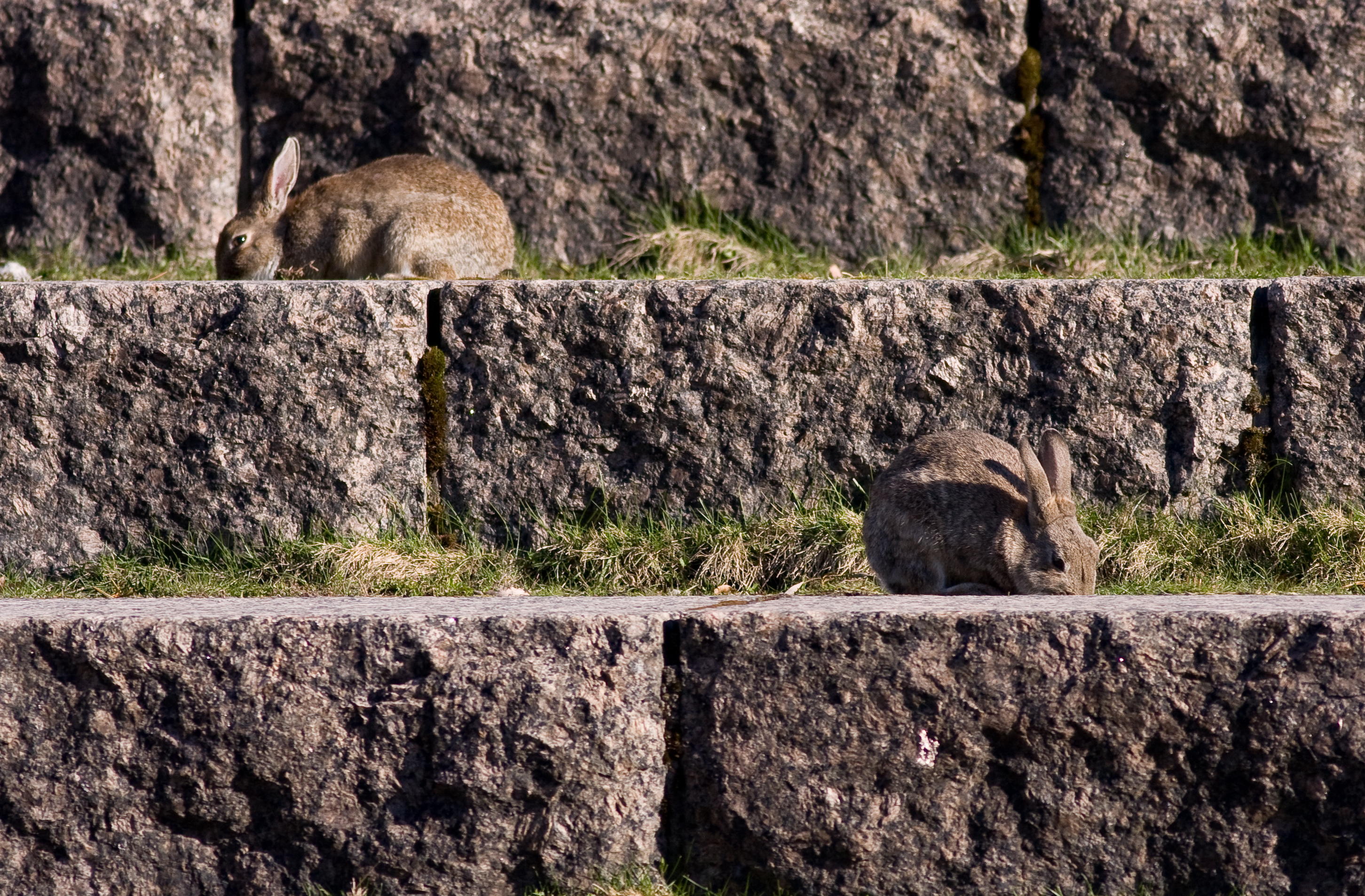
Dois coelhos nos degraus da Ópera Nacional Finlandesa em Helsinque

Pesquisas recentes mostraram que todos os coelhos-europeus carregam marcadores genéticos comuns e descendem de uma das duas linhagens maternas. Essas linhas se originaram entre 12 e 6,5 milhões de anos atrás, quando as geleiras isolaram dois rebanhos, um na Península Ibérica e outro no sul da França. Os humanos provavelmente começaram a caçar coelhos como fonte de alimento, mas mais pesquisas precisam ser feitas para verificar isso. Poucas evidências abrangentes da relação de humanos com coelhos europeus são documentadas até o período medieval. O coelho-europeu é a única espécie de coelho que foi domesticada e todas as 305 raças globais de coelhos – do anão-neerlandês ao gigante-flamengo – são seus descendentes. Os coelhos são um exemplo de animal que pode ser tratado como alimento, animal de estimação ou praga por diferentes membros da mesma cultura. Em algumas áreas urbanas, as infestações de coelhos selvagens europeus (descendentes de animais de estimação) tornaram-se um problema. Helsinque, por exemplo, que abriga uma das populações mais setentrionais da espécie, tinha cerca de 2 500 coelhos-europeus no final de 2006, dobrando para cinco mil no outono de 2007.
A relação dos humanos com o coelho foi registrada pela primeira vez pelos fenícios antes de 1 000 a.C., quando denominaram a Península Ibérica e a chamaram "terra dos hiraxes" (i-šafan-ím). Esta frase se assemelha muito ao hebraico moderno relacionado: I (אי) significa ilha e šafan (שפן) significa hírax, plural šfaním (שפנים). Os fenícios chamavam os coelhos locais de híraxes porque os coelhos se assemelham aos híraces em alguns aspectos, e os últimos são nativos da Fenícia, ao contrário dos coelhos. Híraxes, como coelhos, não são roedores. Uma teoria afirma que os romanos converteram a frase i-šafan-ím, com influência do grego Spania, para sua forma latina, Hispania, que evoluiu em todas as línguas ibéricas - para castelhano España, português Espanha, catalão Espanya, e outras variações em línguas modernas. O significado preciso de šafan permanece obscuro, mas o equilíbrio de opiniões parece indicar que o hírax é de fato o significado pretendido.
Como os fenícios, nem os colonizadores gregos nem romanos posteriores tinham nome específico para o coelho, porque a espécie não é nativa da Grécia e da Itália (embora esteja presente hoje em dia). Eles comumente o chamavam de "pequena lebre" e "pequena lebre cavadora", em contraste com a lebre-comum, que é maior e não faz tocas. Catulo usou o nome cuniculus (latinização da palavra ibérica kiniklos e a origem etimológica do nome castelhano conejo, português coelho e catalão conill, e o antigo nome inglês, coney), e referenciou sua abundância na Celtibéria chamando esta região cuniculosa, ou seja, montada em coelhos.

### Como espécie introduzida

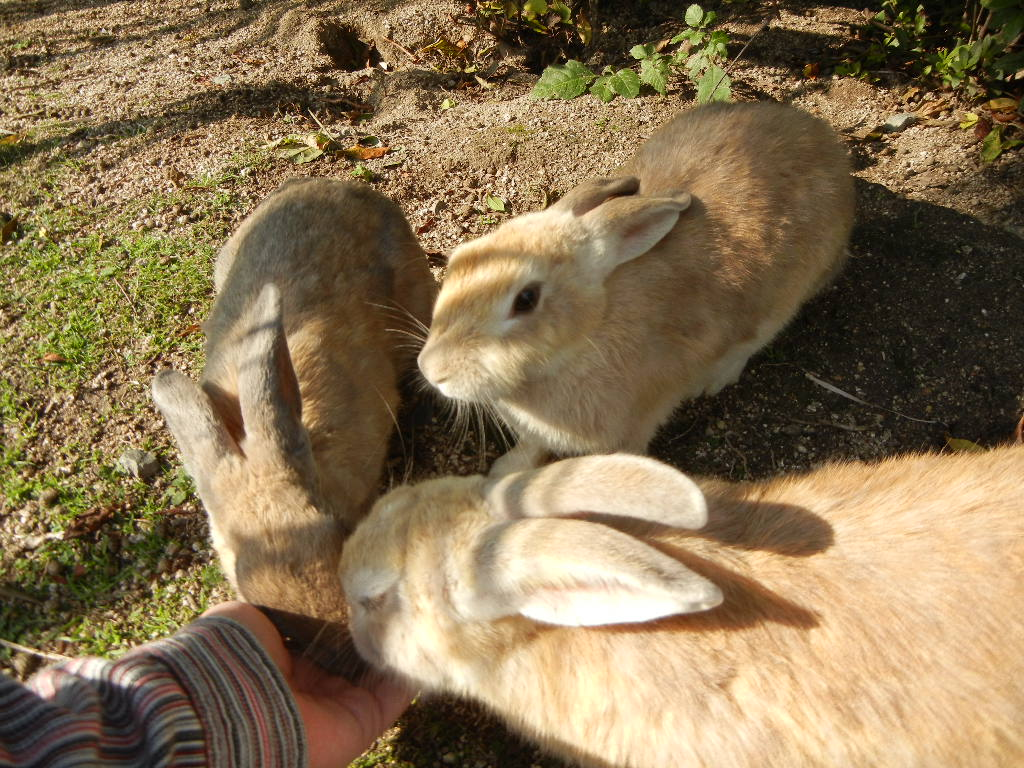
Coelhos selvagens na ilha de Ocunoxima: foi introduzido na ilha após a Segunda Guerra Mundial como parte do desenvolvimento dum parque e estabeleceu população autossustentável na segunda metade do século XX

O coelho-europeu foi introduzido como espécie exótica em diversos ambientes, muitas vezes com resultados prejudiciais à vegetação e fauna local, tornando-se espécie invasora. A primeira menção conhecida do coelho como espécie invasora (e possivelmente a primeira instância documentada de uma espécie invasora) foi feita em relação à introdução do coelho nas ilhas Baleares após a conquista romana do século I a.C.. De acordo com Estrabão e Plínio, o Velho, os coelhos em multiplicação causaram fome ao destruir colheitas e derrubar árvores e casas com suas tocas. Os habitantes pediram ajuda ao imperador Augusto (r. 27 a.C.–14 d.C.), que enviou tropas para conter a população de coelhos com a ajuda de furões.
Outros locais onde o coelho-europeu foi introduzido incluem a Grã-Bretanha; as ilhas havaianas de Laysan (em 1903) e Lisianski; ilha Macquarie da Oceania; a ilha Smith de Washington e a de São João (por volta de 1900 e depois se espalhando às outras ilhas de São João); várias ilhas ao largo da costa da África Austral (incluindo a ilha Robben); Austrália e Nova Zelândia. Os dois relatos sobre a introdução de coelhos na Ucrânia são conflitantes. Um afirma que a espécie foi trazida para lá no início do século XX pelo nobre austríaco conde Malokhovski, que os liberou em sua propriedade perto do estuário de Khadjibei, enquanto outro afirma que foram trazidos pela primeira vez para Quérson da Suíça em 1894-1895 pelo proprietário de terras Pinkovski. Aparece na sexagésima oitava posição na lista das 100 das espécies exóticas invasoras mais daninhas do mundo.

#### Ilhas Britânicas
O coelho-europeu é comum na Grã-Bretanha, Irlanda e na maioria das ilhas, exceto ilhas Scilly, Rùm, Tiree, e algumas pequenas ilhas escocesas, como Gunna, Sandday, e a maior parte das ilhas Treshnish. Provavelmente foi trazido pela primeira vez à Grã-Bretanha pelos normandos após a conquista de 1066 da Inglaterra, já que nenhuma alusão britânica pré-normanda ao animal foi encontrado. O coelho era, no entanto, escasso ou ausente na maior parte da Inglaterra pouco tempo depois, já que as tocas não são mencionadas no Livro do Domesday ou em qualquer outro documento do século XI. Os coelhos tornaram-se membros bem conhecidos, mas não necessariamente aceitos da fauna britânica entre os séculos XII e XIII, com a primeira evidência real de sua presença consistindo em vários ossos do sambaqui do Castelo de Rayleigh, que foi ocupada entre os séculos XI e XIII. As primeiras referências a coelhos na Irlanda ocorrem aproximadamente ao mesmo tempo que as inglesas, indicando assim outra introdução normanda. Se tornaram abundantes, provavelmente em nível local, no século XIII, conforme indicado por uma inquisição da ilha de Lundy feita em 1274 descrevendo como dois mil coelhos eram capturados anualmente. Alusões subsequentes em documentos oficiais tornaram-se mais frequentes, com a espécie se tornando mais tarde importante item alimentar em festas.
Aumentos em populações verdadeiramente selvagens ocorreram lentamente, principalmente nas áreas costeiras e charnecas de planície de Breckland e Norfolque. Aumentos populacionais notáveis ocorreram após 1750, quando mudanças nas práticas agrícolas criaram habitats favoráveis, e o crescente interesse no manejo de caça resultou em campanhas intensivas de controle de predadores. Embora agora comum nas planícies escocesas, a espécie era pouco conhecido na Escócia antes do século XIX. Até então, estava confinado a partes do distrito de Edimburgo pelo menos desde o século XVI, certas ilhas e as dunas de areia costeiras do continente escocês. Embora desconhecida em Caithness em 1743, a espécie tornou-se bem estabelecida lá em 1793. Mixomatos entrou na Grã-Bretanha da França em 1953 e chegou à Irlanda em 1954, solicitando à Sociedade Real de Proteção às Aves (RSPB) a criação de "esquadrões de misericórdia" destinados a sacrificar coelhos mixomatosos. Grandes surtos de mixomatose ainda ocorrem na Grã-Bretanha, atingindo o pico duas vezes por ano durante a primavera e especialmente no final do verão ou nos períodos de outono, embora imunidade reduziu a taxa de mortalidade de 99% para 5-33%.
Entre 1996 e 2018, o número de coelhos caiu 88% nas Terras Médias do Oeste, 83% na Escócia e 43% em todo o Reino Unido. Os números ainda estão caindo (em 2021). Pip Mountjoy, gerente do projeto Shifting Sands na Natural England, disse: "Eles (coelhos) são na verdade uma espécie ameaçada em sua região nativa na Península Ibérica. É surpreendente às pessoas que os coelhos são importantes em alguns ecossistemas. Pensamos em são uma praga, mas na Grã-Bretanha são uma espécie-chave - agem como gestores da paisagem e muitas outras espécies dependem deles." O projeto Shifting Sands visa incentivar os proprietários de terras a criar habitats seguros para coelhos, consistindo em pilhas de galhos colocados perto de coelheiras existentes. Espécies que dependem dos hábitos de pastejo dos coelhos incluem Astragalus danicus, Carex ericetorum, Veronica verna, Scleranthus perennis prostratus, lagartas da mariposa Noctua orbona, membros da família dos burinídeos (Burhinidae) e a borboleta Phengaris arion.

#### Austrália
Vinte e quatro espécimes do coelho-europeu foram introduzidos na Austrália em 1859 pelo proprietário Thomas Austin em Vitória. Com o tempo se espalharam por todo o país e sua reprodução ficou fora do controle das autoridades locais com algumas estimativas apontando que a espécie alcançou a marca de 600 milhões de indivíduos. Durante a década de 1950, a introdução intencional do vírus da mixomatose por Frank Fenner proporcionou algum alívio na Austrália, mas com o tempo os coelhos tornar-se-iam imunes ao vírus e começaram a recuperar sua população, embora num patamar menor àquela de pré-1950. Em 1995, surtos de calicivírus de coelho foram efetivos para novamente controlar a população de coelhos local, sobretudo em zonas áridas.

#### Chile
A data exata em que o coelho-europeu foi introduzido no Chile é desconhecida, embora as primeiras referências a ele ocorram em meados do século XVIII. No século XIX, vários autores se referiram à presença de coelhos e coelheiras no centro do Chile. A importação e criação de coelhos foi incentivada pelo Estado, pois os coelhos eram vistos como fontes baratas de alimentos aos camponeses. Não se sabe se sua fuga à natureza foi intencional ou não, mas alertas sobre os perigos dos coelhos selvagens foram levantados durante o início do século XX, e a espécie se propagou dramaticamente no final da década de 1920 no centro do Chile, Terra do Fogo e arquipélago João Fernandes. Na década de 1930, o Estado procurou resolver o problema proibindo a caça à raposa, embora mais tarde tenha sido descoberto que as raposas indígenas (Lycalopex) da América do Sul raramente atacavam coelhos, preferindo espécies nativas. Nos tempos modernos, o problema do coelho-europeu não foi resolvido definitivamente, embora um surto deliberado de mixomatose na Terra do Fogo tenha reduzido com sucesso as populações locais de coelhos. A espécie continua sendo um problema na região central do Chile e em João Fernandes, apesar do financiamento internacional.

### Domesticação
O coelho-europeu é o único coelho amplamente domesticado, para alimentação ou como animal de estimação. Foi amplamente mantido pela primeira vez na Roma Antiga, quando os coelhos fetais eram conhecidos como laurices e considerados uma iguaria, e foi refinado numa ampla variedade de raças durante e desde a Idade Média. Sua pele é valorizada por sua maciez; hoje, os coelhos-angorá são criados por sua pele longa e macia, que muitas vezes é fiada em fios. No Reino Unido, o coelho era fonte de alimento popular às classes mais pobres. Entre os coelhos selvagens, os nativos da Espanha tinham a reputação de ter a mais alta qualidade de carne, seguidos pelos das Ardenas. Como os coelhos têm muito pouca gordura, quase nunca foram assados, sendo cozidos, fritos ou cozidos. A pele do coelho é mais pesada e mais durável que a da lebre. Marshall calculou que o valor da pele em proporção à carcaça era maior que o da ovelha e do boi. Sua pele é usada principalmente para feltragem ou chapéus. Também é tingido ou cortado e vendido como imitações de peles mais valiosas, como a foca. Apesar de barata e de fácil aquisição, a pele de coelho tem pouca durabilidade.

### Estado de conservação
Embora o coelho-europeu prospere em muitos dos locais onde foi introduzido, na Península Ibérica nativa, as populações estão diminuindo. Em 2005, o Instituto Português de Conservação da Natureza e Florestas classificou O. cuniculus em Portugal como "quase ameaçado", enquanto em 2006, as autoridades espanholas da Sociedade Espanhola à Conservação e Estudo dos Mamíferos (SECEM) o reclassificaram em Espanha como "vulnerável". Em 2018, a União Internacional para a Conservação da Natureza (UICN / IUCN) reclassificou em sua Lista Vermelha O. cuniculus na Espanha, Portugal e França como "em perigo", devido à extensão dos declínios recentes. No entanto, em todo o mundo, a espécie está ameaçada de extinção.
As áreas favoráveis à ocorrência da espécie são frequentemente usadas à agricultura e pastorícia. Assim, seu habitat preferencial é muitas vezes parcial ou totalmente destruído por pastorício excessivo, queima de terrenos e criação de pastagens. Do ponto de vista cinegético, é a espécie de caça menor mais procurada pelos caçadores, levando ao aumento do número de animais abatidos. Adicionalmente a modernização da caça tradicional, o abate furtivo da espécie e a caça ilegal ameaçam cada vez mais a subsistência das populações de coelho-bravo. A espécie tem sido também sujeita a graves doenças nomeadamente epizootias, mixomatose e DHV, às quais ainda não se encontrou solução para evitar sua propagação. Existe grande diferença entre a abundância de populações, pois diferem de local para local, dependendo de vários factores como predação, caça, alimentação e doenças.
De todos os factores de ameaça, a perda de habitat é a principal causa pela diminuição da população. De forma a contrariar o desaparecimento da espécie, a recuperação e optimização do habitat é importante medida a ser tomada, passando pela criação de refúgios, onde haja recursos (água e alimentos) disponíveis. À sua recuperação na Península Ibérica estão a ser aplicadas várias medidas, como a reintrodução de animais, a vigilância de populações, a gestão de habitat e a gestão da pressão cinegética. Só é legalmente permitido capturar, criar e reproduzir em cativeiro e realizar repovoamentos com indivíduos da subespécie Oryctolagus cuniculus algirus, identificada como a que ocorre em Portugal. Assim, a subespécie é assegurada, reduzindo a probabilidade de hibridação.